# Lenny Kuhr
Helena Hubertina Johanna (Lenny) Kuhr  (ur. 22 lutego 1950 w Eindhoven) – holenderska piosenkarka, muzyk i autorka tekstów.

## Życiorys

### Kariera muzyczna
W 1967 roku zaczęła swoją karierę wokalną, kiedy to występowała w Holandii z tradycyjnymi francuskimi piosenkami. W 1969 roku reprezentowała Holandię podczas 14. Konkursu Piosenki Eurowizji z utworem „De troubadour”, do której słowa napisał David Hartsema. Piosenkarka została jedną z czterech zwyciężczyń widowiska, obok Lulu z Wielkiej Brytanii, Salomé z Hiszpanii oraz Fridy Boccary z Francji.
W pierwszej połowie lat 70. była bardziej znana we Francji niż w swoim rodzinnym kraju. Zajęła pierwsze miejsca na francuskich listach przebojów w 1972 roku z piosenką „Jesus Christo” oraz występowała razem z Georgesem Brassensem.
W 1980 roku wydała swój największy hit w Holandii „Visite”, który nagrała razem z francuską grupą Les Poppys. Dwa lata później prowadziła holenderskie selekcje do 27. Konkursu Piosenki Eurowizji – Nationaal Songfestival.

### Życie prywatne
Lenny Kuhr przeszła na judaizm. Poślubiła Roba Franka i urodziła dwie córki, które mieszkają w Izraelu. Na tę chwilę, Lenny Kuhr również mieszka w Izraelu.

## Dyskografia
- 1969: De troubadour
- 1971: De zomer achterna
- 1972: Les enfants
- 1972: De wereld waar ik van droom
- 1974: God laat ons vrij
- 1975: 'n Avondje Amsterdam
- 1976: 'n Dag als vandaag
- 1980: Dromentrein
- 1981: Avonturen
- 1982: Oog in oog
- 1983: De beste van Lenny Kuhr
- 1986: Quo vadis
- 1990: Het beste van Lenny Kuhr
- 1990: De blauwe nacht
- 1992: Heilig vuur
- 1994: Altijd heimwee
- 1997: Gebroken stenen
- 1997: Stemmen in de nacht
- 1998: De troubadour
- 1999: Oeverloze liefde
- 2000: Visite
- 2001: Fadista
- 2004: Op de grens van jou en mij
- 2005: Panta Rhei